# Port lotniczy Czelabińsk
Port lotniczy Czelabińsk (IATA: CEK, ICAO: USCC) – port lotniczy położony 18 kilometrów na północ od Czelabińska, w Rosji.

## Linie lotnicze i połączenia
| Linia lotnicza    | Kierunek |
| ----------------- | --- |
| Aerofłot          | 1. Moskwa-Szeremietiewo 2. Sankt Petersburg 3. Soczi |
| AZIMUT            | 1. Mineralne Wody |
| Azur Air          | Sezonowe czartery: 1. Phuket 2. Szarm el-Szejk |
| IrAero            | 1. Baku |
| Nordwind Airlines | 1. Machaczkała 2. Soczi |
| NordStar          | 1. Norylsk 2. Soczi |
| Pobeda            | 1. Antalya 2. Moskwa-Szeremietiewo 3. Moskwa-Wnukowo 4. Sankt Petersburg 5. Soczi |
| Red Wings         | 1. Ałmaty 2. Antalya 3. Stambuł 4. Kazań 5. Krasnojarsk 6. Machaczkała 7. Niżniewartowsk 8. Niżny Nowogród 9. Norylsk 10. Nowy Urengoj 11. Samara 12. Tbilisi 13. Wołgograd 14. Erywań |
| Rossija           | 1. Sankt Petersburg |
| RusLine           | 1. Narjan-Mar 2. Sankt Petersburg |
| S7 Airlines       | 1. Nowosybirsk |
| Smartavia         | 1. Królewiec 2. Sankt Petersburg 3. Soczi |
| Turkish Airlines  | 1. Antalya |
| Ural Airlines     | 1. Duszanbe 2. Chodżent 3. Moskwa-Domodiedowo 4. Osz 5. Soczi |
| UTair Aviation    | 1. Chanty-Mansyjsk 2. Surgut |
| Yamal Airlines    | 1. Nowy Urengoj |